# Muhammad Mehmet Adil
Scheich Muhammed Mehmet Adil (* 29. März 1957 in Damaskus, Syrien غغر)  ist ein zyperntürkischer Islam- und Sufi-Lehrerولولياممىزى) مرحبا ونتن وويم) der Nakschibendi-Tradition, der in der Türkei sowie auf Zypern lebt und arbeitet.

## Leben und Wirken
Scheich Muhammed Mehmet Adil ist der älteste Sohn von Sheikh Muhammed Nâzım Adil und Amina Adil. Seine Jugend und Schulzeit verbrachte er in Damaskus. Unter der Anleitung von Scheich Abdullah Fa’iz ad-Daghestani und Scheich Muhammed Nâzım Adil erfolgte seine spirituelle Ausbildung im Naqschbandī-Sufi-Orden. Auch studierte er die islamische Rechtswissenschaft bei verschiedenen Gelehrten in Damaskus. Nach dem Tod von Scheich Muhammad Nâzım Adil wurde Scheich Muhammad Mehmet Adil als sein Nachfolger zum 41. Großscheich des Naqschbandī-Sufi-Ordens ernannt. Scheich Muhammed Mehmet Adil wohnt und lehrt in der türkischen Metropole Istanbul.

## Schriften
- Under the Wings of the Sultan. Haqqbutler Publishing; 2015

| Personendaten    | Personendaten                           |
| ---------------- | --------------------------------------- |
| NAME             | Adil, Muhammad Mehmet                   |
| ALTERNATIVNAMEN  | Scheich Adil, Muhammed Mehmet           |
| KURZBESCHREIBUNG | zyperntürkischer Islam- und Sufi-Lehrer |
| GEBURTSDATUM     | 29. März 1957                           |
| GEBURTSORT       | Damaskus, Syrien                        |